# Поротникова (Талицький міський округ)
Поро́тникова (рос. Поротникова) — присілок у складі Талицького міського округу Свердловської області.
Населення — 47 осіб (2010, 73 у 2002).
Національний склад станом на 2002 рік: росіяни — 95 %.